# 双系继嗣
双系继嗣（英語：Bilateral descent），指的是：亲属关系和血统由父母双方的家庭共同地、平等地延续，无论是男性后代还是女性后代都有继承权。该继承方式原本多见于非洲、印度、澳大利亚、美拉尼西亚、波利尼西亚等地区的土著社会中。人类学者认为双系继嗣有利于成员在极端环境下繁衍，因为这样他便有构成人员来自更广泛领域的其他家族成员可以依靠。
在现代的西方社会里，双系继嗣现象也开始越发普遍。